# Єровська Вас
Єровська Вас (словен. Jerovska vas) — поселення в общині Шмарє-при-Єлшах, Савинський регіон, Словенія. 
Висота над рівнем моря: 335,4 м.